# Мюльберг (Тюрингия)
Мюльберг (нем. Mühlberg) — община в Германии, в земле Тюрингия.

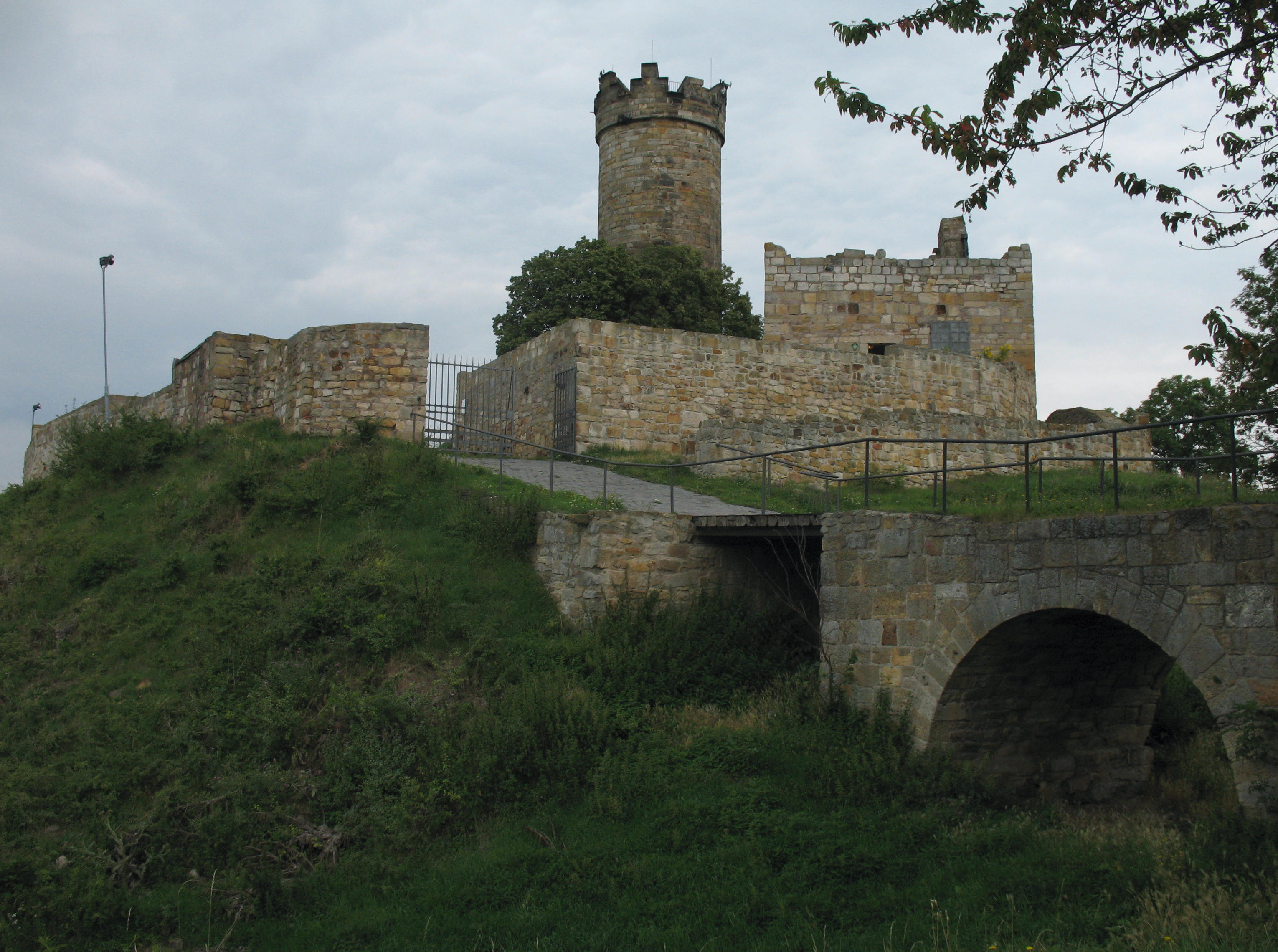

Входит в состав района Гота. Подчиняется управлению Драй Глайхен. Население составляет 1327 человек (на 31 декабря 2006 года). Занимает площадь 22,48 км².

## Известные люди
- Герман Мюллер (1829—1883) — естествоиспытатель.